# Биатлон на Зимским олимпијским играма 2010 — масовни старт за жене
Такмичење у биатлонској дисциплини масовни старт за жене на Зимским олимпијским играма 2010. у Ванкуверу одржана је у Олимппијском комплексу Вистлер Парк који се налази у Мадели Крику у долини Калахан, 21. фебруара, 2010. са почетком у 13:00 часова по локалном времену.

## Правила такмичења
Масовни или групни старт, је дисциплина у биатлону где сви такмичари стартују у исто време. Стаза је дуга 12,5 километара са четири гађања у току трке. Гађа се два пута из лежећег и два пута из стојећег става. На првог гађању сваки такмичарка гађа на мети са њеним стартним бројем, а остала гађања су по редоследу доласка до мете. Као и у спринту за сваки промашај такмичар мора возити казнени круг од 150 метара. По правилима Светског купа учествује само тридесет такмичара (упола мање од потере јер сви крећу у исто време).
Учествује 30 такмичара из 12 земаља.

## Земље учеснице
| - Белорусија (3) - Француска (3) - Немачка (4) - Казахстан (1) | - Норвешка (2) - Пољска (3) - Русија (4) - Румунија (1) | - Словачка (1) - Словенија (2) - Шведска (3) - Украјина (3) |

- У загради се налази број биатлонки које се такмиче за ту земљу

Победнице у овој дисциплини 2006. у Торину Швеђанка Ана Карин Олофсон-Зидек и Немица Кати Вилфелм покушале су одбранити титуле, али нису успеле. Бронзана такође Немица Уши Дизл је после Торина завршила своју каријеру.
После другог гађања изводвијила се група фаворита. Водила је Симон Хаусвалд, а затим мањој удаљености су је пратиле Олга Зајцева, Мари Лор Брине, и Дарја Домрачева, а затим 	Олга Медведцева и Теа Грегорин. После трећег гађања само су Медведцева и Грегорин биле без промашаја, а иза њих са заостатком од 6 секунди била је Зајцева. На четвртом гађању отпада Грегорин, за Зајцева и Медведцева воде, а иза њих на 15 секунди Хаусвалд и Магдалена Нојнер. Водећи су брзо ухваћени и престигнути. На првом успону Нојнер се издваја од Зајцеве и Нојнер и без великог напора осваја прво место. Зајцева и Хаусвалд возиле су заједно да циља, где је у финишу Зајцева стиже друга.
За Хаусвалд ово је била прва олимпијска медаља, за Зајцеву друга, јер је имала злато у штафети 2006. у Торину, а Нојнер трећа јер је раније у Ванкуверу освојила злато (потера) и сребро (спринт).

## Победнице
| Злато:                   | Сребро:             | Бронза:                |
| Магдалена Нојнер Немачка | Олга Зајцева Русија | Симон Хаусвалд Немачка |

## Резултати
| Плас. | Ст. бр. | Име                      | Држава     | Време   | Промашаји (Л+Л+С+С)* | Заостатак |
| ----- | ------- | ------------------------ | ---------- | ------- | -------------------- | --------- |
|       | 2       | Магдалена Нојнер         | Немачка    | 35:19,6 | 2 (1+0+1+0)          |           |
|       | 16      | Олга Зајцева             | Русија     | 35:25,1 | 1 (0+0+1+0)          | +5,5      |
|       | 12      | Симон Хаусвалд           | Немачка    | 35:26,9 | 2 (0+0+2+0)          | +7,3      |
| 4     | 13      | Олга Медведцева          | Русија     | 35:40,8 | 0 (0+0+0+0)          | +21,2     |
| 5     | 15      | Теја Грегорин            | Словенија  | 35:49,0 | 1 (0+0+0+1)          | +29,4     |
| 6     | 7       | Дарја Домрачева          | Белорусија | 35:53,2 | 1 (0+0+1+0)          | +33,6     |
| 7     | 17      | Сандрин Баји             | Француска  | 36:02,0 | 2 (0+0+2+0)          | +42,4     |
| 8     | 1       | Анастасија Кузмина       | Словачка   | 36:02,9 | 3 (1+1+1+0)          | +43,3     |
| 9     | 9       | Андреа Хенкел            | Немачка    | 36:13,5 | 1 (1+0+0+0)          | +53,9     |
| 10    | 8       | Хелена Јонсон            | Шведска    | 36:15,9 | 2 (1+1+0+0)          | +56,3     |
| 11    | 19      | Ан Кристин Афет Флатланд | Норвешка   | 36:16,0 | 4 (0+2+1+1)          | +56,4     |
| 12    | 27      | Олена Пидрушна           | Украјина   | 36:22,8 | 2 (1+0+0+1)          | +1:03,2   |
| 13    | 11      | Ана Карин Олофсон-Зидек  | Шведска    | 36:22,9 | 4 (1+1+1+1)          | +1:03,3   |
| 14    | 14      | Светлана Слепцова        | Русија     | 36:23,3 | 3 (0+2+0+1)          | +1:03,7   |
| 15    | 6       | Мари Лор Брине           | Француска  | 36:39,5 | 3 (0+0+1+2)          | +1:19,9   |
| 16    | 5       | Мари Дорен               | Француска  | 36:40,9 | 1 (1+0+0+0)          | +1:21,3   |
| 17    | 20      | Људмила Калинчик         | Белорусија | 36:55,2 | 1 (0+0+0+1)          | +1:35,6   |
| 18    | 3       | Тора Бергер              | Норвешка   | 36:58,3 | 4 (1+0+1+2)          | +1:38,7   |
| 19    | 18      | Ваљ Семеренко            | Украјина   | 37:12,5 | 3 (0+2+1+0)          | +1:52,9   |
| 20    | 24      | Кристина Палка           | Пољска     | 37:22,6 | 1 (1+0+0+0)          | +2:03,0   |
| 21    | 25      | Вероњика Новаковска      | Пољска     | 37:34,0 | 4 (1+2+1+0)          | +2:14,4   |
| 22    | 29      | Надежда Скардино         | Белорусија | 37:38.1 | 1 (0+0+0+1)          | +2:18,5   |
| 23    | 26      | Агњешка Цил              | Пољска     | 37:54,7 | 5 (0+1+2+2)          | +2:35,1   |
| 24    | 23      | Ева Тофалви              | Румунија   | 38:00,7 | 5 (0+1+2+2)          | +2:41,1   |
| 25    | 10      | Кати Вилхелм             | Немачка    | 38:37,7 | 5 (1+3+1+0)          | +3:18,1   |
| 26    | 30      | Андреја Мали             | Словенија  | 38:53,9 | 4 (0+2+0+2)          | +3:34,3   |
| 27    | 4       | Јелена Хрустаљева        | Казахстан  | 39:01,3 | 5 (2+2+1+0)          | +3:41,7   |
| 28    | 28      | Ана Марија Нилсон        | Шведска    | 39:05,8 | 4 (1+1+1+1)          | +3:46,2   |
| 29    | 21      | Оксана Хвостенко         | Украјина   | 39:11,0 | 3 (0+2+1+0)          | +3:51,4   |
| 30    | 22      | Ана Буљгина              | Русија     | 39:17,2 | 8 (4+1+2+1)          | +3:57,6   |

(*) Л=лежећи, С=стојећи